# Горња Мостонга
Предео изузетних одлика Горња Мостонга је заштићено подручје за које је Министарство заштите животне средине на основу члана 42. став 8. Закона о заштити природе („Службени гласник РС”, бр. 36/09, 88/10, 91/10-исправка, 14/16 и 95/18-др. закон) спровело поступак покретања заштите природног подручја II категорије, а који се налази дуж горњег дела тока реке Мостонге у Војводини, на територији Западнобачког округа.

## Историјат
Покрајински завод за заштиту природе доставио је 11. јануара 2019. године Студију заштите Предела изузетних одлика Горња Мостонга Покрајинском секретаријату за урбанизам и заштиту животне средине, као надлежном органу. Даном постављања обавештења на интернет страници Министарства испуњени су услови за покретање поступка заштите овог природног подручја, сходно члану 42. став 7. Закона о заштити природе.

## Простор
Подручје које се предлаже за заштиту као Предео изузетних одлика Горња Мостонга, налази се дуж горњег дела тока реке Мостонге у Војводини, на територији Западнобачког округа, а обухвата предео између насеља Риђица, Крушевље, Гаково, Станишић, Светозар Милетић, Сомбор, Чонопља и Кљајићево, као и комплекс различитих, за заштиту приоритетних типова (слатинских, степских, водених и влажних) станишта са заштићеним и строго заштићеним дивљим врстама од националног и међународног значаја.

## Целине и власништво
Река Мостонга (лева притока Дунава која извире из мочварног предела код Сомбора) је дуга око 70 километара, а подручје се састоји од осам просторних целина, укупне површине 3650,14 ha, а према структури површина катастарских општина по власништву, површине у заштићеном подручју су у јавној (80,99%), приватној (11,53%), државној (6,36%), друштвеној (1,07%) и другим облицима (0,05%) својине.

## Категорија заштићеног подручја
Предео изузетних одлика Горња Мостонга се према Правилнику о критеријумима вредновања и поступку категоризације заштићених подручја („Службени гласник РС”, број 97/15) сврстава у II категорију – покрајинског/регионалног, односно великог значаја. Према Уредби о еколошкој мрежи („Службени гласник РС”, број 102/10) подручје горње Мостонге је издвојено као међународно значајно подручје за биљке под називом „Северна Бачка I”, које припада eколошки значајном подручју Републике Србије под редним бр. 4 – „Слатине северне Бачке”.